# 't Wortelmanneken

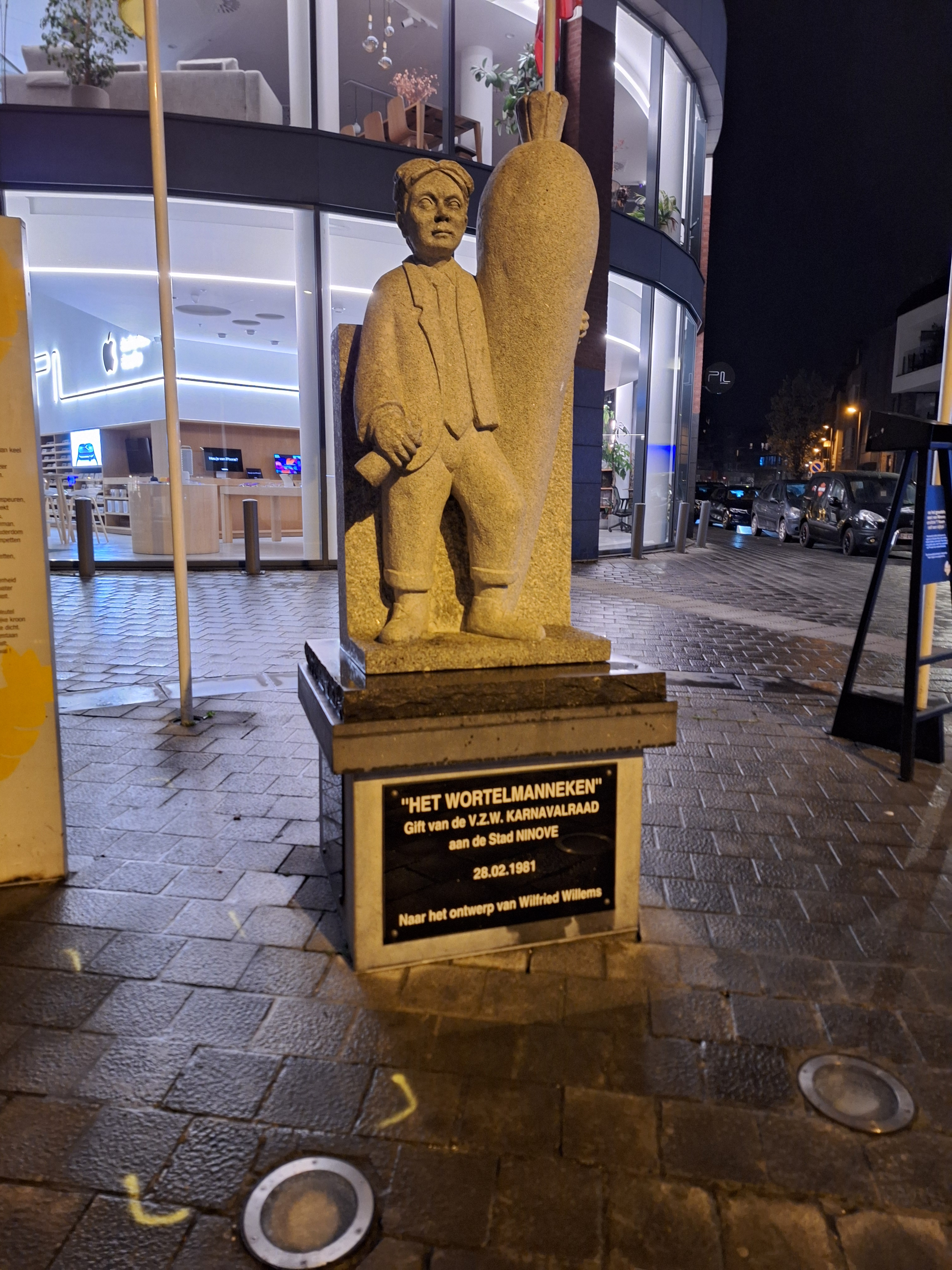
't Wortelmanneken

't Wortelmanneken is een standbeeld in de Belgische stad Ninove. Het beeld staat op de Centrumlaan, nabij het winkelcentrum Ninia, en verwijst naar de bijnaam van de Ninovieters tijdens carnaval: zij worden dan 'wortelkrabbers' genoemd. Het zou het eerste carnavalsbeeld in Vlaanderen zijn.
Het oorspronkelijke beeld is in 1981 gemaakt door Wilfried Willems en werd door de Karnavalraad aan de stad geschonken. Omdat het beeld was gemaakt van poreuze zandsteen, raakte het in de loop der jaren te veel beschadigd om nog te kunnen herstellen. In 2012 is daarom een kopie geplaatst, gemaakt van Chinese hardsteen. Het oude beeld is opgesteld in de Hospitaalkapel.
Sinds 2011 is het traditie dat de groep met de winnende praalwagen het beeldje bij de start van het eerstvolgende carnavalsseizoen van nieuwe kledij voorziet.